# Antoni Fertner
Antoni Fertner né le 23 mai 1874 à Częstochowa et mort le 16 avril 1959 à Cracovie est un acteur de cinéma polonais.

## Filmographie
- 1939 : Włóczęgi
- 1938 : Zapomniana melodia : le père de Helenka
- 1938 : Robert i Bertrand : Ippel, le père de Irena
- 1938 : Gehenna
- 1937 : Ułan Księcia Józefa : général de Vieuxtemps
- 1937 : Pan redaktor szaleje
- 1937 : Książątko
- 1936 : Papa się żeni
- 1936 : Mały Marynarz
- 1936 : Fredek uszczęśliwia świat
- 1936 : Dwa dni w raju
- 1936 : Bolek i Lolek : Monsieur Brown
- 1936 : Będzie lepiej : Ruczyński
- 1936 : Ada! To nie wypada! : Dziewanowski, le père d'Ada
- 1935 : Antek policmajster
- 1935 : Jaśnie pan szofer
- 1933 : Romeo i Julcia
- 1925 : Rywale : Tosio
- 1923 : Niewolnica miłości
- 1914-1918 : de multiples films ayant pour personnage Antoś (depuis Moscou)
- 1913 : Noc wigilijna
- 1913 : Antek kombinator
- 1911 : Skandal na ulicy Szopena
- 1911 : Dzień kwiatka : Antoś
- 1911 : Antek Klawisz, bohater Powiśla
- 1908 : Antoś po raz pierwszy w Warszawie : Antoś

## Récompenses et distinctions
- Croix de commandeur dans l'Ordre Polonia Restituta en 1954.
- Croix d'or du mérite polonais (Złoty Krzyż Zasługi) en 1931.
- Chevalier de la Légion d'honneur en 1931.